# Gravifotón
En física teórica, un gravifotón (ó gravivector) es una partícula hipotética la cual emerge de una excitación del tensor métrico (i.e. campo gravitacional) en dimensiones del espacio tiempo mayores que cuatro, tal y como se describe en la teoría de Kaluza-Klein.
Sin embargo, sus cruciales propiedades físicas son análogas a la de un fotón (con masa): induce un "vector fuerza", a veces llamado "quinta fuerza". El potencial electromagnético {\displaystyle A_{\mu }} emerge de un componente extra del tensor métrico {\displaystyle g_{\mu 5}}, donde la figura 5 etiqueta a quinta dimensión adicional.
En las teorías de gravedad con supersimetría extendida (supergravedad extendida), un gravifotón es normalmente un supercompañero del gravitón que se comporta como un fotón, y que tiende a acoplarse con la fuerza gravitacional, como se apreció a finales de los 70. A diferencia del gravitón, sin embargo, puede proveer una fuerza repulsiva (y también una atractiva), y por tanto, en cierto sentido técnico, un tipo de antigravedad. Bajo circunstancias especiales, entonces, en varios modelos naturales, que resultan normalmente de las teorías de 5 dimensiones antes mencionadas, podrían cancelar realmente la atracción gravitacional en el límite estático. Joël Scherk investigó aspectos semirealísticos de este fenómeno, abriendo por lo tanto una búsqueda continuada de las manifestaciones físicas del mecanismo.